# Šentjakob v Rožu
Šentjakob v Rožu (po domače tudi Podgrad, nemško Sankt Jakob im Rosental) je gručasta vas in dvojezična občina (ok. 4.300 prebivalev) na Južnem Koroškem v Avstriji. Leži na dravskih terasah v Rožu ob vznožju Karavank na višini 480 mnm, in je najpomembnejši kraj v zgornjem Rožu. V občini, ki ima površino 78,77 km² živi 4465 prebivalcev (popis 2001).
16,4 % prebivalstva občine se izreka za Koroške Slovence. V kraju deluje  tudi Slovensko prosvetno društvo Rož z dolgo pevsko in gledališko tradicijo. Občina Šentjakob je znamenita kot kraj, kjer je v 15. stoletju živela in bila ugrabljena v turško jetništvo resnična Miklova Zala, Rozalija Mikel iz Miklovine pri Svatnah.

## Geografija

### Zemljepisna lega
Področje občine Šentjakob v Rožu se na jugu dotika Karavank in meje s Slovenijo, onstran katere se nahaja občina Jesenice. Na severu občina meji na reko Dravo. Občina leži v zahodnem delu Roža.
Jedro glavnega naselja, v katerem živi okoli 730 prebivalcev, se je razvilo na levem bregu potoka Podroška Bistrica, ki s treh strani obkroža skalnat pomol na katerem stoji župnijska cerkev Sv. Jakoba. Naselje Šentjakob je že skoraj združeno s sosednjima naseljema Bistrica v Rožu in Veliko vasjo (Längdorf).

### Naselja v občini
Občina Šentjakob v Rožu je razdeljena na šest katastrskih občin:  Svatne (nemško Schlatten), Breznica (Frießnitz), Podgorje (Maria Elend), Reka (Mühlbach), Šentpeter (St. Peter) in Šentjakob (St. Jakob). Na področju občine leži sledečih 21 naselij:
| - Dragožiče (Dragositschach), 58 prebivalcev ( popis 2001) - Dravlje (Dreilach), 62 - Bistrica (Feistritz), 250 - Brežnje (Fresnach), 22 - Breznica (Frießnitz), 205 - Gorinčiče (Gorintschach), 108 - Rute (Greuth), 105 - Hodnina (Kanin), 100 - Velika vas (Längdorf), 207 - Leše (Lessach), 98 - Podgorje (Maria Elend), 599 | - Reka (Mühlbach), 231 - Podrožca (Rosenbach), 404 - Šentjakob (St. Jakob), 681 - Šentožbolt (St. Oswald), 133 - Šentpeter (St. Peter), 101 - Svatne (Schlatten), 427 - Sreje (Srajach), 132 - Tale (Tallach), 265 - Tešinja (Tösching), 47 - Kot (Winkl), 232 |

## Zgodovina

### Stari vek
Današnje področje občine Šentjakob v Rožu je bilo verjetno poseljeno že v času mlade kamene dobe, ta domneva pa zaenkrat še ni podkrepljena z arheološkimi dokazi. Halštatsko grobišče v sosednji občini Rožek vsekakor nakazuje, da so bili ti kraji poseljeni vsaj v času bronaste dobe. Iz rimske dobe je ohranjen kultni kamen, posvečen takrat priljubljenemu bogu svetlobe Mitri, ki se hrani v cerkvi v Svatnah.

### Prihod Slovanov, Karantanija in srednji vek
V 6. stoletju so območje Roža, kakor tudi celotne Koroške, poselili Slovani. Kmalu so ustanovili svojo samostojno kneževino Karantanijo z upravnim in političnim središčem na Gosposvetskem polju. Večina krajevnih imen na področju Roža izhaja iz tistih časov. V svoji pristni obliki so se ohranila v današnjih slovenskih nazivih vasi, gora, jezer, rek in potokov. V 8. stoletju se Karantanija priključi frankovskemu cesarstvu Karla Velikega. V 9. stoletju pride do prvega naseljevanja bavarskih podložnikov in kmetov na Koroško, pri čemer se na Južnem Koroškem popolnoma asimilirajo v slovensko večino. V 11. stoletju je postavljena župnijska cerkev Sv. Jakoba. Za časa turških vpadov na Koroško je bilo področje današnje občine Šentjakob močno izpostavljeno in deležno velikega trpljenja. Na to obdobje slovenske koroške zgodovine spominja tudi znamenita pripoved Jakoba Sketa Miklova Zala.

### Novi vek
Za časa napoleonskih vojn je Šentjakob med letoma 1809 in 1813 skupaj s celotno zahodno Koroško spadal k Ilirskim provincam. Po revolucionarnem letu 1848 so bile v avstrijskih deželah vzpostavljene civilne občine. Področje Šentjakoba je bilo leta 1849 vključeno v veliko občino Rožek, vendar se je že leta 1888 iz nje izločilo in postalo samostojna občina. Gradnja železnice med Beljakom in Jesenicami skozi karavanški predor, ki je na področju občine potekala  med letoma 1901 in 1906, je poskrbela za močan gospodarski razvoj.

### Šentjakob v času bojev za severno mejo
Po koncu 1. svetovne vojne in ukinitvi Avstro-Ogrske monarhije je prišlo na Južnem Koroškem do spopada dveh nasprotujočih si političnih vizij. Koroški Slovenci so večinsko želeli združitev južnega, slovenskega dela Koroške z matičnim narodom onstran Karavank, temu je nasprotovala nemško-nacionalna stran s podporo nemškega velekapitala, ki je bila na Koroškem takrat že močno zasidrana. Območje Šentjakoba in ostalega Roža, ki je bilo takrat poseljeno skoraj izključno s slovensko govorečim prebivalstvom, je postalo prizorišče oboroženih spopadov med slovenskimi in nemško-koroškimi formacijami. Ves čas bojev, v katerih se je sreča naklonila zdaj eni, zdaj drugi strani, so uspele slovenske čete obdržati nadzor nad strateško izjemno pomembnim karavanškim predorom. Kljub temu, da je slovenska/jugoslovanska stran z uspešno vojaško akcijo maja in junija 1919 dokončno osvobodila celoten Rož, Podjuno, Gure in Celovec z okolico Vrbskega jezera, so se mednarodne velesile za dokončno razmejitev na Koroškem odločile izvesti plebiscit. Jugoslovanska vojska se je morala umakniti iz Celovca, osvobojeno območje pa je bilo razdeljeno na cono A in cono B, v katerih naj bi bilo izvedeno ljudsko glasovanje.
10. oktobra 1920 je občina Šentjakob v Rožu na plebiscitu večinsko glasovala za združitev z matičnim narodom oz. za priključitev k Jugoslaviji. Tako se je izreklo 54% volilnih upravičencev. Ker pa je na celotnem območju cone A večina glasovala za ohranitev nedeljene Koroške v okviru avstrijske republike, je moral ostati v Avstriji tudi Šentjakob.

### Preganjanje Slovencev med 2. svetovno vojno
Med 2. svetovno vojno so bili številni slovensko govoreči občani, predvsem tisti najbolj narodno zavedni, nasilno pregnani iz domačih ognjišč in deportirani v koncentracijska taborišča v Tretji rajh. Mnogo se jih ni nikoli vrnilo na svoje domove.
Šentjakob v Rožu je bil leta 1981 povzdignjen v trško občino.

## Prebivalstvo

### Zgodovinska slika
Po zadnjem Avstro-Ogrskem popisu prebivalstva iz leta 1910 je okoli 90% prebivalcev takratne občine Šentjakob v Rožu navedlo slovenščino kot svoj vsakdanji pogovorni jezik.
| Občina                                   | Število slovensko govorečih 1910 | Število nemško govorečih 1910 |
| ---------------------------------------- | -------------------------------- | ----------------------------- |
| Šentjakob v Rožu/Sankt Jakob im Rosental | 3176 (90%)                       | 360 (10%)                     |

### Danes
Po popisu iz leta 2001 je imela trška občina Šentjakob v Rožu 4465 prebivalcev, od tega jih je imelo 94,2 % avstrijsko,  1,2 % bosansko in 1,2 % nemško državljanstvo.
16,4 % prebivalcev občine se je izreklo za pripadnike slovenske narodne skupnosti. Delež slovensko govorečih občanov v uradnih statistikah je tekom 20. stoletja zaradi agresivnih in včasih tudi nasilnih asimilacijskih pritiskov močno upadel. Še leta 1910 je kar 90% vseh občanov Šentjakoba v Rožu navedlo slovenščino kot svoj vsakdanji občevalni jezik.
V občini Šentjakob v Rožu danes delujejo  tri slovensko-nemške dvojezične ljudske šole in slovenski vrtec.
H katoliški veroizpovedi se prišteva 89,8 % prebivalstva, k evangeličanski  2,3 %, za muslimane pa se je opredelilo 1,6 %. Brez uradne veroizpovedi je 4,7 % prebivalstva.

## Kultura in znamenitosti
- Romarska Marijina cerkev v Podgorju je gotska cerkev z obsežnimi baročnimi preureditvami in masivnim romanskim zvonikom. Prvo cerkev so po letu 1267 zgradili osojski benediktinci. Za časa turških vpadov v letih 1478 in 1483 je bila prvotna cerkev uničena. Na njenem mestu je bila postavljena nova zgradba, ki je bila posvečena leta 1486. Svojo današnjo podobo je cerkev dobila med letoma 1682 in 1690.
- Tako imenovani Kapelni hrib se nahaja južno od Podgorja. Na njem stojita ena ob drugi dve nizki kapelici:
  - manjša je starejša in jo je 24. oktobra 1731 posvetil osojski samostanski opat Virgil. Ima lesen zvonik. Latinski napis „Maria in Exilio“ pove, da je posvečena Mariji v stiski, v pregnanstvu.
  - večja kapela je bila posvečena leta 1751. Zgraditi jo je dala neka premožna ženska iz Gradca: zaobljubila se je, da bo v primeru uslišanja svoje priprošnje dala postaviti na mestu prejšnje, manjše Marijine kapele, novo in večjo. Gradbeni mojster pa se je odločil, da manjše kapelice ne bo odstranil in nadomestil z večjo, temveč je poleg že obstoječe kapelice raje postavil še eno, kar je pripeljalo do današnje postavitve obeh kapelic.
  - Nedaleč stran od obeh kapelic se nekoliko vzhodneje nahaja  vodni izvir, pokrit z lesenim ostrešjem iz leta 1767. Voda izvira iz strani kamnitega Jezusovega kipca in je po starem ljudskem izročilu zdravilna. Na ta izvir, ki mu domačini pravijo preprosto Vodica, prihajajo številni romarji, si trikrat izperejo oči in ob tem molijo.
- Župnijska cerkev  Sv. Jakoba s sodobnimi stenskimi freskami Valentina Omana
- Podružnična cerkev Sv. Uršule v Svatnah, v kateri je shranjen antični kultni kamen s podobo Mitre[4]

## Politika

### Občinski svet
Občinski svet občine Šentjakob v Rožu ima 23 članov in se je na zadnjih občinskih volitvah leta 2009 izoblikoval takole: 
- 13 sedežev Socialdemokratska stranka (SPÖ)
- 6  sedežev Koroški Svobodnjaki (FPK)
- 2  sedeža Enotna lista
- 2  sedeža Avstrijska ljudska stranka (ÖVP)

Neposredno izvoljeni župan je Heinrich Kattnig (SPÖ).

### Grb
Grb Šentjakoba v Rožu prikazuje v zgornjem levem kotu belo Jakobovo školjko na rdeči podlagi, v spodnjem desnem kotu pa rdečo rožo na srebrni podlagi. Obe podobi zgovorno ponazarjata ime samega kraja : školjka je atribut in simbol župnijskega svetnika, Sv. Jakoba, rdeča petlistna roža pa simbolizira dolino Rož, ki ji občina zemljepisno in zgodovinsko pripada.
Grb in zastava sta bila občini podeljena 16. maja 1980. Zastava je rdeče-bela, z vključenim grbom.

## Osebnosti
- Miklova Zala (Rozalija ali Zalika Mikel), iz Miklovine na Svatnah, je bila leta 1478 ugrabljena med enim od turških vpadov in odpeljana v Turčijo. Njeno zgodbo je v epsko obliko predelal učitelj in zbiralec ljudskih pripovedi, Jakob Sket (1852-1912) , ta pa je služila mnogim avtorjem (npr. Jakobu Špicarju) kot osnova za nadaljnje predelave in postavitve znamenitih gledaliških iger, ki so jih igrali povsod po slovenskem delu Koroške. V sosednji občini Vrba na Koroškem, v kraju Šentilj, je Miklovi Zali posvečeno tudi vitražno okno v novi cerkvi.[5]
- Matija Ahacel (1779-1845), filolog, publicist in zbiratelj slovenskih ljudskih pesmi
- Gustav Januš (* 1939), pisatelj, slikar in učitelj
- Anton Janežič (1828–1869), ustanovitelj Mohorjeve družbe, pisatelj in učitelj
- Franc Rauter (1884-1965), glasbenik, skladatelj in pedagog